# АЭС Линген
Атомная электростанция Линген (нем. Kernkraftwerk Lingen) — закрытая атомная электростанция в городе Линген, района Эмсланд, земли Нижняя Саксония, Германия. АЭС имеет кипящий ядерный реактор (BWR) мощностью 268 М Вт. В дополнение действовал также пароперегреватель, работавший на горючих ископаемых (нефти), из-за чего атомная электростанция имела необычно высокую (выше 150 метров) для АЭС дымовую трубу. Последняя была во время демонтажных работ на АЭС летом 2009 года снесена и заменена гораздо меньшей
. На замену АЭС Линген была построена в 1980-х годах АЭС Эмсланд, располагающаяся южнее.

## Данные энергоблока
АЭС имеет один энергоблок:
| Энергоблок                 | Тип реактора                  | Нетто- мощность | Брутто- мощность | Начало строительства | Синхронизация с электросетью | Коммерческая эксплуатация | Закрытие   |
| -------------------------- | ----------------------------- | --------------- | ---------------- | -------------------- | ---------------------------- | ------------------------- | ---------- |
| Kernkraftwerk Lingen (KWL) | Кипящий ядерный реактор (BWR) | 183 MВт         | 268 MВт          | 01.10.1964           | 01.07.1968                   | 01.10.1968                | 05.01.1979 |